# Brunello Rondi
Brunello Rondi (Tirano, 26 novembre 1924 – Roma, 7 novembre 1989) è stato uno sceneggiatore, regista, drammaturgo, poeta e musicologo italiano.

## Biografia
In una carriera ultratrentennale ha lavorato alla stesura di quasi 30 sceneggiature e alla direzione di oltre 10 film. È stato anche autore drammatico: tra i suoi testi L'assedio, rappresentato ad Assisi nel 1959 con la regia di Orazio Costa e l'interpretazione di Enrico Maria Salerno e Il capitano d'industria, rappresentato dalla compagnia
"Attori Associati" diretta da Giancarlo Sbragia ed Enrico Maria Salerno. 
Suo fratello, Gian Luigi Rondi, è stato un noto critico cinematografico.

## Filmografia

### Regista
- Una vita violenta, co-regia con Paolo Heusch (1962)
- Il demonio (1963)
- Domani non siamo più qui (1967)
- Più tardi Claire, più tardi... (1968)
- Le tue mani sul mio corpo (1970)
- Valeria dentro e fuori (1972)
- Racconti proibiti... di niente vestiti (1972)
- Ingrid sulla strada (1973)
- Tecnica di un amore (1973)
- Prigione di donne (1974)
- Velluto nero (1976)
- I prosseneti (1976)
- La vocazione di Suor Teresa (1982)

### Sceneggiatore
- Ultimo amore, regia di Luigi Chiarini (1947)
- Francesco, giullare di Dio - non accreditato, regia di Roberto Rossellini (1950)
- Altri tempi, regia di Alessandro Blasetti (1952)
- Europa '51, regia di Roberto Rossellini (1952)
- Era notte a Roma, regia di Roberto Rossellini (1960)
- La dolce vita, regia di Federico Fellini (1960)
- Boccaccio 70, episodio Le tentazioni del dottor Antonio, regia di Federico Fellini (1962)
- 8½, regia di Federico Fellini (1963)
- Giulietta degli spiriti, regia di Federico Fellini (1965)
- Arabella, regia di Mauro Bolognini (1967)
- Amanti, regia di Vittorio De Sica (1968)
- Scacco alla regina, regia di Pasquale Festa Campanile (1969)
- Fellini Satyricon, regia di Federico Fellini (1969)
- Le sorelle, regia di Roberto Malenotti (1969)
- Prova d'orchestra, regia di Federico Fellini (1978)
- La città delle donne, regia di Federico Fellini (1980)
- Pigmalione 88, regia di Flavio Mogherini (1988)

### Attore
- Le ore dell'amore, regia di Luciano Salce (1963)
- Colpo di stato, regia di Luciano Salce (1969)

## Teatro
- L'assedio, regia di Orazio Costa, Assisi, 25 agosto 1959.
- Il capitano d'industria, regia di Enrico Maria Salerno, Roma, Teatro Valle, 17 maggio 1961.
- Il viaggio, regia di Brunello Rondi, Firenze, Teatro della Pergola, 23 aprile 1965.
- La stanza degli ospiti, regia di Arnoldo Foà, Roma, Teatro della Cometa, 8 gennaio 1966.
- Shocking, regia di Brunello Rondi, Palermo, Teatro Biondo, 22 febbraio 1967.
- Gli amanti, regia di Brunello Rondi, Genova, Teatro Duse, 6 aprile 1967.

## Opere

### Teatro
- Il capitano d'industria, due tempi, "Sipario", n. 181, maggio 1961, p. 35-47
- La camera degli ospiti, due tempi, “Il Dramma”, n. 354, marzo 1966, pp. 27-40
- Gli amanti, tre atti, “Il Dramma”, n. 373, ottobre 1967, pp. 5-29

### Poesie
- Città dei sassi, Astrea, Roma, 1945
- La giovane Italia, Rebellato, Padova, 1957
- Amore fedele, Rebellato, Padova, 1958 (vincitore del Premio Firenze)
- Carta d’Europa, Rebellato, Padova, 1960
- La terra felice, Rebellato, Padova, 1961
- L’età piena, Rebellato, Padova, 1964
- Requiem - In morte della più cara, Roma, 1979
- Thalatta, disegni e collages di Rosetta Acerbi, interventi grafici di Federico Fellini, testimonianze di Pier Paolo Pasolini e Alberto Bevilacqua, a cura di Carmine Siniscalco, S/Arte Contemporanea, 1980

### Saggistica
- Bartòk, prefazione di Fedele D'Amico, Petrignani, Roma, 1948
- Introduzione ad un’etica, Petrignani, Roma
- Il ritmo moderno, Petrignani, Roma, 1949
- Il Neorealismo italiano, prefazione di Roberto Rossellini, Guanda, Parma, 1956
- Cinema e realtà, prefazione di Federico Fellini, CinqueLune, Roma, 1957
- Esistenza e relazione, prefazione di Enzo Paci, Rebellato, Padova, 1958
- Esistenza ed essere, Rebellato, Padova, 1960
- Il cammino della musica d’oggi e l’esperienza elettronica, Rebellato, Padova, 1959
- La musica contemporanea, Ateneo, Roma, 1952
- Prospettiva della musica moderna, Colombo, Roma, 1956
- Il cinema di Fellini, Bianco e nero, Roma, 1965
- Il nuovo teatro, Bulzoni, Roma, 1979

## Riconoscimenti
- Premio Oscar
  - 1962 – Candidatura Migliore sceneggiatura originale a Federico Fellini, Tullio Pinelli, Ennio Flaiano, Brunello Rondi e Pier Paolo Pasolini per La dolce vita
  - 1964 – Candidatura Migliore sceneggiatura originale a Federico Fellini, Ennio Flaiano, Tullio Pinelli e Brunello Rondi per 8½
- Nastri d'argento
  - 1961 – Candidatura Migliore sceneggiatura a Federico Fellini, Tullio Pinelli, Ennio Flaiano, Brunello Rondi e Pier Paolo Pasolini per La dolce vita
  - 1964 – Migliore sceneggiatura a Federico Fellini, Brunello Rondi, Tullio Pinelli e Ennio Flaiano per 8½